# 清水純一
清水 純一（しみず じゅんいち、1924年7月23日 - 1988年11月1日）は、日本のイタリア文学者。京都大学名誉教授。専攻はイタリア・ルネサンス期文化（ルネサンス文学・哲学史）、特に異端とされたジョルダーノ・ブルーノを研究し、訳・紹介した。

## 経歴
1924年、福井県福井市生まれ。京都帝国大学に入学するも、学徒出陣経て、1949年京都大学文学部哲学科を卒業。同大学大学院を修了。イタリア・フィレンツェやロンドンに留学し、研鑽を積んだ。
帰国後は広島大学助教授に着任。1968年、京都大学文学部イタリア文学科助教授に転任し、1973年に教授昇進。後に文学部学部長として、学園紛争の処理に当たった。多くの後進を育成し、日本でのルネサンス研究をより幅広く多様なものにしたが、1988年に京都大学定年退官後、間もなく病没した。

## 著書
- 『ジョルダーノ・ブルーノの研究』創文社、1970、復刊2003。のち講談社「創文社オンデマンド叢書」
- 『ルネサンスの偉大と頽廃　ブルーノの生涯と思想』岩波新書、1972
- 『ルネサンス 人と思想』近藤恒一編（付.著書・論文目録）、平凡社、1994

### 翻訳
- エウジェニオ・ガレン『イタリアのヒューマニズム』[3]創文社 名著翻訳叢書、1960、新版1981。のち講談社「創文社オンデマンド叢書」
- ジョルダーノ・ブルーノ『無限、宇宙と諸世界について』現代思潮社、1967
  - 改訂版『無限、宇宙および諸世界について』岩波文庫、1982、復刊1995ほか
- フェデリコ・シャボー『ヨーロッパの意味 西欧世界像の歴史的探究』 サイマル出版会、1968、再版1977
- エウジェニオ・ガレン『イタリア・ルネサンスにおける市民生活と科学・魔術』 斎藤泰弘と共訳、岩波書店、1975
- 『世界の名著 続6　ヴィーコ』「新しい学」米山喜晟と共訳、中央公論社、1975、普及版・中公バックス、1979
- 『ダ・ヴィンチ　マドリッド手稿』 岩波書店、1975 - ※全5巻で4巻目に一部参加
- 『レオナルド・ダ・ヴィンチの解剖図』ケネス・キール、カルロ・ペドレッティ編、萬年甫と共訳、岩波書店、1982
- デニス・ヘイ「ルネサンス観の変遷」
  - 『ルネサンスと人文主義』〈叢書ヒストリー・オヴ・アイディアズ3〉平凡社、1987 に所収
- ジョン・チャールズ・ネルソン「ルネサンス・プラトン主義」
  - 『プラトン主義の多面体』〈叢書ヒストリー・オヴ・アイディアズ11〉平凡社、1987 に所収
- 『カスティリオーネ 宮廷人』岩倉具忠・天野恵と共訳、東海大学出版会「東海大学古典叢書」、1987

原典との対訳、ラファエロ「カスティリオーネの肖像」で著名

### 記念論集
- 『イタリア・ルネサンス文化　知の饗宴 清水純一教授退官記念論文集』同刊行会編、紀伊國屋書店（販売）、1988